# جام حذفی فوتبال ایتالیا ۱۴–۲۰۱۳
کوپا ایتالیا ۱۴–۲۰۱۳ که به دلایل حمایت مالی به‌عنوان جام TIM نیز شناخته می‌شود، شصت و هفتمین دورهٔ این رقابت‌ها بود. همانند سال گذشته ۷۸ باشگاه در این مسابقات شرکت کردند. لاتزیو صاحب جام بود. ناپولی برنده شد، بنابراین واجد شرایط برای مرحلهٔ گروهی لیگ اروپا ۱۵–۲۰۱۴ شد.